# 朱載堠
臨朐懷莊王朱载堠（1541年—1564年），明朝德藩第二代臨朐王，臨朐榮簡王朱厚燨的嫡長子。

## 生平
嘉靖三十六年（1557年）七月，朱载堠襲封臨朐王。
嘉靖四十三年（1564年）三月，朱载堠去世，享年二十四歲，諡號懷莊。八年後，嫡長子朱翊鈝襲爵。

## 家庭

### 妻
- 董氏，嘉靖三十八年（1559年）十月冊為臨朐王妃[5]。

### 子
- 嫡長子：臨朐康順王朱翊鈝[6]